# Agua de Gancho
Agua de Gancho är en ort i Mexiko.   Den ligger i kommunen Santa María Chilchotla och delstaten Oaxaca, i den sydöstra delen av landet, 280 km sydost om huvudstaden Mexico City. Agua de Gancho ligger 1 454 meter över havet och antalet invånare är 135.
Terrängen runt Agua de Gancho är kuperad söderut, men norrut är den bergig. Terrängen runt Agua de Gancho sluttar norrut. Runt Agua de Gancho är det ganska tätbefolkat, med 120 invånare per kvadratkilometer. Närmaste större samhälle är Huautla de Jiménez, 6,9 km söder om Agua de Gancho. I omgivningarna runt Agua de Gancho växer i huvudsak städsegrön lövskog.